# Pristimantis padrecarlosi
Pristimantis padrecarlosi là một loài động vật lưỡng cư trong họ Strabomantidae, thuộc bộ Anura. Loài này được Mueses-Cisneros mô tả khoa học đầu tiên năm 2006.